# Condado de Waupaca
El condado de Waupaca (en inglés: Waupaca County), fundado en 1851, es uno de 72 condados del estado estadounidense de Wisconsin. En el año 2000, el condado tenía una población de 51,731 habitantes y una densidad poblacional de 27 personas por km². La sede del condado es Waupaca. El condado recibe su nombre por la palabra wau-pa-ka-ho-nak, una palabra del idioma Menominee que significa «fondo de arena blanca» o «bravo joven héroe».

## Geografía
Según la Oficina del Censo, el condado tiene un área total de 1,981 km², de la cual 1,945 km² es tierra y 36 km² (1.86%) es agua.

### Condados adyacentes
- Condado de Shawano (norte)
- Condado de Outagamie (este)
- Condado de Winnebago (sureste)
- Condado de Waushara (suroeste)
- Condado de Portage (oeste)
- Condado de Marathon (noroeste)

## Demografía
| 1930   | 1970   | 1980   | 1990   | 2000   |
| ------ | ------ | ------ | ------ | ------ |
| 33.513 | 37.780 | 42.820 | 46.104 | 51.731 |

En el censo de 2000, hubo 51,731 personas, 19,863 hogares y 13,884 familias residiendo en el condado. La densidad poblacional era de 27 personas por km². En el 2000 había 22,508 unidades habitacionales en una densidad de 12 por km². La demografía del condado era de 97.93% blancos, 0.17% afroamericanos, 0.42% amerindios, 0,27% asiáticos, 0,01% isleños del Pacífico, 0.54% de otras razas y 0,66% de dos o más razas. 1.38% de la población era de origen hispano o latino de cualquier raza. 

## Transporte

### Principales autopistas
| - U.S. Route 10 - U.S. Route 45 - Carretera de Wisconsin 22 - Carretera de Wisconsin 49 - Carretera de Wisconsin 54 | - Carretera de Wisconsin 76 - Carretera de Wisconsin 96 - Carretera de Wisconsin 110 - Carretera de Wisconsin 161 - Carretera de Wisconsin 156 |

## Municipalidades

### Ciudades, villas y pueblos
| - Bear Creek - Big Falls - Caledonia - Clintonville - Dayton - Dupont - Embarrass - Farmington - Fremont (pueblo) - Fremont - Harrison - Helvetia | - Iola (pueblo) - Iola - Larrabee - Lebanon - Lind - Little Wolf - Manawa - Marion (parcial) - Matteson - Mukwa - New London (parcial) | - Ogdensburg - Royalton - Scandinavia (pueblo) - Scandinavia - St. Lawrence - Union - Waupaca (pueblo) - Waupaca - Weyauwega (pueblo) - Weyauwega - Wyoming |

### Áreas no incorporadas
- Buckbee
- Cobb Town
- Hunting
- King
- Lind Center
- Northland
- North Readfield
- Northport
- Readfield
- Rural
- Sheridan
- Symco